# Diaspidiotus laurinus
Diaspidiotus laurinus är en insektsart som först beskrevs av Karl Hermann Leonhard Lindinger 1912.  Diaspidiotus laurinus ingår i släktet Diaspidiotus och familjen pansarsköldlöss. Inga underarter finns listade i Catalogue of Life.